# Battalion Wars 2
Pour les articles homonymes, voir Battalion.
Battalion Wars 2, ou BWii est un jeu de tactique en temps réel, développé par Kuju Entertainment et édité par Nintendo pour la Wii à partir de 2007 en Amérique et en février 2008 en Europe. Il est le deuxième jeu de la série Nintendo Wars à être réalisé en 3D après Battalion Wars paru en 2005 sur GameCube.

## Personnages
Empire de l'Aube :
- Impératrice Lei-Qo : Elle est habitée par la sagesse de ses ancêtres et possède un don de prévoyance. Elle est la descendante directe de l'impératrice Qa-len qui à vaincu la Légion de Fer.
- Amiral A-Qira : Fougueux, l'amiral n'hésiterait pas à partir en guerre si son honneur ou celui de son pays était en jeu.

Fédération Occidentale :
- Général Herman : Il est bientôt à la retraite et se la coule douce, même si une bonne bataille ne lui ferait pas de mal.
- Général de Brigade Betty : Elle s'est un peu aguerrie au fil des années et a gagné le respect de ses supérieurs.

Îles Angloises :
- Commandant Pierce : C'est un séduisant pilote qui s'est lancé à contrecœur dans l'attaque de l'Empire de l'Aube.
- Colonel Windsor : Il est toujours prêt à en découdre mais son excès de confiance pourrait lui jouer des tours.

Légion de fer :
- Comte Ferrok : Il y a 200 ans, le seigneur de fer avait failli conquérir le globe. Il a été de justesse arrêté par la super-arme de l'Empire de l'Aube.

Tundra :
- Maréchal Nova : Attristé par la mort de son père le tsar Gorgi, il est encore peu habitué au pouvoir.  Hanté par le fantôme de son père, il fait tout pour essayer de lui satisfaire.
- Tsar Gorgi : Mort dans le précédent opus, il contraint son fils d'attaquer les autres nations.

Xylvanie :
- Duc Vlad : De retour, il use de sa stratégie et de sa persuasion pour arriver à ses fins maléfiques.
- Commandant Ubel : Resté prisonnier pendant 2 ans dans un goulag de Tundra. Le duc Vlad le délivrera ensuite.

## Scénario
La mission d'introduction se déroule 200 années auparavant, lorsque l'Empire de l'Aube mit fin à la guerre des Lumières contre la Légion de Fer, dirigée par le Comte Ferrok, l'ancêtre du Duc Vlad, grâce à une Arme Satellite activée par le Sceptre de l'Impératrice Qa-len.
Mais, 200 ans plus tard, la vraie histoire commence lorsque les Îles Angloises attaquent l'Empire de l'Aube, qui posséderait une nouvelle super-arme de destruction massive. Mais ce pourrait-il que cette rumeur soit fausse et que quelqu'un soit derrière tout ça ?
Une fois que l'Empire de l'Aube a réussi à repousser les Anglois, l'Amiral A-Qira demande au Maréchal Nova des Territoires de Tundra de le soutenir durant la contre-invasion. Pendant ce temps, le Général Herman raconte au Général de brigade Betty la guerre sanglante contre Tundra il y a 30 ans, déclenchée par des rumeurs de super-arme identiques. Serait-ce le Duc Vlad qui disperse ces rumeurs ? Dans le présent, A-Qira et Nova ont attaqué les Îles Angloises sans l'accord de l'Impératrice Lei-Qo. Après une campagne mouvementée, Tundra se retire du conflit et la Flotte de l'Amiral se retrouve coincée en pleine mer ; c'est à ce moment que le Duc Vlad décide d'apparaître. Il empoisonne A-Qira alors que ce dernier assistait à la défaite de sa flotte, et les armées Xylvaniennes envahissent Tundra. Vlad décide alors de libérer le Commandant Ubel de son goulag tundranais et de lui narrer la défaite de la Légion de Fer.
Après cela, ils se rendent sur un site minier dans le Nord de Tundra où se trouve, au fond d'une faille, le Sceptre de Qa-len.
Les nations décident de s'allier contre la Xylvanie. Après d'âpres combats, l'Arachminière Xylvanienne est détruite, le Duc Vlad et son compère Ubel sont enfermés six pieds sous terre à la suite de l'explosion et l'Alliance des Nations organisent un défilé victorieux dans la capitale tundranaise.

## Système de jeu
Battalion Wars 2 sur Nintendo Wii se déroule dans tous les paysages : terre, mer, ciel. En effet, le jeu comporte autant de tanks et de mitraillettes que d'avions, de frégates, de sous-marins, etc.
Il y a six nations dans Battalion Wars 2. Chaque nation est jouable dans chacun des chapitres du mode campagne. Les six nations sont (dans l'ordre des missions) : l'Empire de l'Aube, la Fédération Occidentale, les Îles Angloises, la Légion de Fer, les Territoires Tundranais et la Xylvanie.
Au niveau de la maniabilité Wii, la démo du salon Games Convention à Leipzig en 2006 montrait que la télécommande Wii fonctionne comme un indicateur pour viser, tandis que le Pad de la Wiimote sert à commander le régiment. Le bouton B sert à tirer, et le joystick permet de déplacer le militaire que l'on incarne.
Unités
Fantassins
- Fusilier : efficace en nombre ; utile pour capturer les bâtiments et prendre place dans les tours et nids de mitrailleuses (toutes factions).
- Pyro : armé d'un lance flamme, ils sont efficaces contre les fantassins ; faible face aux véhicules blindés (toutes factions).
- Bazooka : très efficace contre les véhicules terrestres ; peu efficace contre les fantassins (toutes factions).
- Commando : il possède une meilleure cadence de tir que le fusilier. Efficace contre les fantassins et les véhicules légers (toutes factions).
- Unité DCA : très efficace contre les unités aérienne ; peu efficace contre les unités au sol (toutes factions).
- Grenadier : efficace contre les véhicules terrestres et utile pour déloger des ennemis  à couvert (toutes factions).

Véhicules terrestres
- Véhicule DCA : très efficace contre les unités aériennes ; vulnérable aux attaques de bazookas et de chars (toutes sauf les îles angloises et la légion de fer).
- Blindé de Reco : utile pour une reconnaissance rapide du terrain ; blindage léger ; doit éviter les affrontements autant que possible (toutes sauf les îles angloises et la légion de fer).
- Char Léger : très efficace contre les fantassins et les véhicules légers ; vulnérable aux attaques de bazookas (toutes sauf la légion de fer).
- Char Lourd : blindage plus lourd et meilleure puissance de feu que le char léger (toutes les factions).
- Pièce d'Artillerie : canon dévastateur à longue portée ; lourd et lent à manœuvrer ; très peu efficace en combat rapproché (toutes les factions).
- Citadelle : l'unité au sol la plus puissante du jeu. Elle possède un canon double fût à longue portée, deux lance-roquettes et trois mitrailleuses lourdes. Blindage lourd ; vulnérable aux attaques aériennes (toutes les factions sauf les îles angloises et l'empire de l'aube).

Unités aériennes
- Bombardier : excellente puissance de feu air-sol. Possède trois mitrailleuses lourdes. Vulnérable contre les Chasseurs et les unités anti-aériennes (toutes les factions sauf l'empire de l'aube).
- Hélico d'attaque : rapide et agile, bonne puissance de feu air-sol ; sans égal contre les chars et l'infanterie. Blindage léger. Vulnérable aux attaques de chasseurs (toutes les factions sauf les îles angloises).
- Chasseur : très efficace contre les unités aériennes. Idéal contre des hélicos d'attaque ou/et de(s) bombardier(s) (toutes les factions).
- Strato-forteresse : l'unité aérienne la plus puissante du jeu. Armée de missiles air-air et de bombes lourdes ; vulnérable aux attaques venant de l'arrière (uniquement la fédération occidentale et la xylvanie) (les îles angloises auraient dû avoir cette unité mais ça été annulé).
- Hélico de transport : transport de troupes et de véhicules, blindage lourd ; possède deux mitrailleuses lourdes. Vulnérable en combats rapprochés. Ct (toutes les factions sauf la légion de fer).

Unités navales
- Cuirassé : pièce d'artillerie navale lourdement armée et blindée ; vulnérable aux attaques de sous-marins et attaques aériennes (toutes les factions sauf la légion de fer).
- Frégate : efficace contre les unités aériennes et les sous-marins ; vulnérable aux attaques de cuirassés (toutes les factions sauf la légion de fer).
- Sous-marin : peut plonger pour passer inaperçu, efficace contre les cuirassés ; vulnérable aux attaques de frégates et autres submersibles (toutes les factions sauf la légion de fer).
- Dreadnought : l'unité navale la plus puissante. Blindage plus lourd et meilleure puissance de feu que le cuirassé ; vulnérable aux attaques de sous-marins et attaques aériennes (toutes les factions sauf la légion de fer et les îles angloises).
- Transporteur naval : transport de troupes et de véhicules au blindage lourd ; ne possède qu'une mitrailleuse lourde. Vulnérable en combat rapproché (toutes les factions sauf la légion de fer, les territoires des tundra et la xylvanie).

Bâtiments
- QG : réapprovisionne en fusiliers dans certaines missions. Le perdre entraîne la défaite.
- Caserne : réapprovisionne en fantassins.
- Usine : réapprovisionne en véhicules terrestres.
- Base aérienne : réapprovisionne en unités aériennes.
- Docks : réapprovisionne en unités navales.

## ModeNintendo Wi-Fi Connection
Il existe trois mode de jeux en ligne. Le premier est assault, le deuxième skirmish (escarmouche) et le mode mission co-op (coopération).
Le mode assault est un mode où les deux joueurs sont contre. Un joueur attaque l’autre défend. La mission du premier joueur est de détruire une série d’objectifs jusqu’à ce qu’il se rend dans la base du défenseur. Si le QG du défenseur est capturé la partie est terminée. Le défenseur gagne s’il résiste pendant un certain temps.
Le second mode est skirmish (escarmouche). Les deux camps doivent se battre pour avoir le plus de point avant la fin du temps escompté. En capturent des bases le joueur peut se refaire des unités.
Le dernier mode est le mode co-op (coopération). Les deux joueurs sont cette fois-ci ensemble avec des unités complémentaires et doive coopérer pour réussir la mission. Le mode est très semblable au mode campagne.
Il est à noter que plusieurs cartes sont à débloquer. Pour les débloquer le joueur doit faire au moins trois parties dans un mode.